# Бьянник, Од
Од Бьянник (фр. Aude Biannic, род. 27 марта 1991, Ландерно) — французская профессиональная велогонщица, выступающая за команду категории UCI Women's WorldTeam Movistar.
Она является чемпионкой Франции 2018 года в групповой гонке и имеет несколько титулов чемпиона Франции по трековому велоспорту.

## Карьера
Од Бьянник с детства проживала в Ландивизьо, где пошла в детский сад и затем закончила среднюю школу.

### Юношеские годы (2008—2009)
В 2008 году она сделала себе имя, став чемпионкой Франции по шоссейным гонкам среди юниоров в Кюссе, победив в спринте Орор Верхувен.
Ещё будучи юниоркой, в следующем сезоне она подтвердила свой талант на чемпионате Франции по шоссейному велоспорту, заняв второе место в индивидуальной гонке и третье в групповой гонке. Через несколько месяцев она также заняла второе место в Хроно Наций.

### 2010
В 2010 году, выступая за команду Vélo Sport de Plabennec, она выиграла индивидуальную гонку Чемпионата Франции по шоссейному велоспорту среди спортсменов до 23 лет.

### 2011
Од Бьянник заняла десятое место в групповой гонке на чемпионате мира по шоссейным гонкам 2011 года.
В том же году она победила в индивидуальной гонке преследования на Чемпионате Франции по трековому велоспорту и выиграла Тур Приморской Шаранты.

### 2012
Од Бьянник участвовала в летних Олимпийских играх 2012 года в женской групповой гонке, заняв десятое место.
В гонке Халле — Бёйзинген она заняла четвёртое место. Она завоевала ещё два титула в индивидуальной и командной гонках преследования на чемпионате Франции по трековому велоспорту.

### 2013
В 2013 году Од Бьянник выиграла четвёртый этап Джиро ди Тоскана — Мемориал Микелы Фанини и завоевала бронзовую медаль в индивидуальной гонке на чемпионате Франции среди спортсменов до 23 лет. Она участвовала в Туре острова Чунмин и совершила длинный одиночный отрыв. С 24 июня она присоединилась к профессиональной команде S.C. Michela Fanini Rox на три с половиной месяца, в основном для участия в Джиро Донне. Она закончила его на сорок пятом месте. На Джиро ди Тоскана последний этап был аннулирован из-за проблем с безопасностью, из-за которых многие участницы отказались стартовать. В октябре Од Бьянник объявила, что присоединяется к команде Lointek.

### 2014
В 2014 году она заняла третье место в индивидуальной гонке чемпионата Франции после Полин Ферран-Прево и Одри Кордон. Она также заняла третье место на Рут де Франс.

### 2015
В 2015 году она пополнила ряды французской команды Poitou-Charentes Futuroscope 86. Вместе с Роксаной Фурнье и Паскаль Жёлан она выиграла титул чемпиона Франции в командной гонке преследования. В этой гонке команда установила рекорд Франции в этой дисциплине со временем 3 мин 30 с 667 мс и средней скоростью 51,266 км/ч.

### 2017
21 мая Од Бьянник заняла второе место в Гран-при Треве — Ле-Менек — Лудеак, в Кубке Франции. В конце июня она заняла третье место в индивидуальной гонке на чемпионате Франции.

### 2018
Од Бьянник присоединилась к испанской команде Movistar в межсезонье. 30 июня она впервые в своей карьере стала чемпионкой Франции в групповой гонке. В сентябре она выиграла пролог женского «Тура Бельгии» и заняла второе место в общем зачёте.

### 2019
29 июня она заняла третье место в групповой гонке на чемпионате Франции среди женщин. В конце июля она была выбрана в качестве представителя Франции на чемпионате Европы по шоссейному велоспорту. 5 сентября она также была отобрана в команду Франции для участия в чемпионате мира по шоссейным велогонкам, который проходил в конце месяца в Йоркшире (Великобритания).

### 2020
21 августа Од Бьянник заняла третье место в индивидуальной гонке чемпионате Франции. Это был её единственный финиш на подиуме в сезоне.

### 2021
В Классике Брюгге — Де-Панне на последнем круге, при прохождении Ле-Моэра, ускорение пелотона и ветер привели к отрыву гонщиков. Оставалось тридцать два километра. Группа из двенадцати фаворитов, включая Эмму Норсгор Йёргенсен и Од Бьянник, сформировалась на переднем крае. Эмма Йёргенсен заняла второе место, а Бьянник — одиннадцатое. На Туре Норвегии, на втором этапе, Одри Кордон и Од Бьянник вместе ушли в отрыв. Разрыв достиг одной минуты пятидесяти. Их догнали за двадцать четыре километра до финиша.
В октябре она заняла пятое место в общем зачёте Тура Британии после того, как заняла такое же место в индивидуальной гонке.

## Достижения

### Шоссе

#### По годам
2008
- Чемпионат Франции по шоссейному велоспорту[фр.] среди юниоров

2009
- Кубок Франции по шоссейному велоспорту среди женщин-юниоров
- 2-я в Чемпионате Франции по шоссейному велоспорту[фр.] — индивидуальная гонка
- 2-я в Хроно Наций
- 3-я в Чемпионате Франции по шоссейному велоспорту[фр.] — групповая гонка

2010
- Чемпионате Франции по шоссейному велоспорту[фр.] — индивидуальная гонка

2011
- Тур Приморской Шаранты
- 10-я в Чемпионате мира по шоссейным велогонкам — групповая гонка

2012
- Чемпионат Франции по шоссейному велоспорту[фр.] среди гонщиков до 23 лет — групповая гонка
- 2-я в Кубок Франции по шоссейному велоспорту
- 2-я в Чемпионате Франции по шоссейному велоспорту[фр.] среди гонщиков до 23 лет — индивидуальная гонка
- 2-я в Призе города Монт-Пюжоль
- 2-я в Классика Вьенна Новая Аквитания
- 3-я в Туре Бретани
- 10-я в Олимпийской групповой гонке

2013
- 4-й этап Джиро ди Тоскана — Мемориал Микелы Фанини (этап аннулирован)
- 3-я в Чемпионате Франции по шоссейному велоспорту[фр.] среди гонщиков до 23 лет — индивидуальная гонка

2014
- 3-я в Рут де Франс феминин[англ.]
- 3-я в Чемпионате Франции по шоссейному велоспорту[фр.] — индивидуальная гонка

2015
- 2-я в Чемпионате Франции по шоссейному велоспорту[фр.] — индивидуальная гонка

2016
- Приз местной администрации Ножен-л’Аббесс (Кубок Франции)
- Классика Вьенна Новая Аквитания (Кубок Франции)
- 3-я в Кубке Франции по шоссейному велоспорту
- 2-я в Чемпионате Франции по шоссейному велоспорту[фр.] — групповая гонка

2017
- 2-я в Гран-при Треве — Ле-Менек — Лудеак (Кубок Франции)
- 3-я в Чемпионате Франции по шоссейному велоспорту[фр.] — индивидуальная гонка

2018
- Чемпионат Франции по шоссейному велоспорту[фр.] — групповая гонка
- Пролог Тура Бельгии[фр.]
- 2-я в Туре Бельгии[фр.]
- 6-я в Туре Норвегии[фр.]

2019
- 3-я в Чемпионате Франции по шоссейному велоспорту[фр.] — групповая гонка

2020
- 3-я в Чемпионате Франции по шоссейному велоспорту[фр.] — индивидуальная гонка

2021
- 5-я в Женском туре[англ.]

#### Статистика выступления наГранд-турах
| Гонка / Год  | 2013 | 2016 | 2017 | 2018 | 2019 | 2020 | 2021 | 2022 |
| ------------ | ---- | ---- | ---- | ---- | ---- | ---- | ---- | ---- |
| Джиро Донне  | 45   | 80   | 75   | 71   | 71   | 66   | 68   | 106  |
| Тур де Франс | —    | —    | —    | —    | —    | —    | —    | 94   |

### Трек

#### Чемпионаты Европы
- Минск 2009[англ.]

-  Серебряный призёр в гонке по очкам среди юниоров

#### Чемпионаты Франции
- 2008[фр.]

- 2-я в индивидуальной гонке преследования среди юниоров

- 2011[фр.]

-  Чемпион в индивидуальной гонке преследования

- 2012[фр.]

-  Чемпион в индивидуальной гонке преследования
-  Чемпион в командной гонке преследования

- 2013[фр.]

- 2-я в командной гонке преследования

- 2015[фр.]

-  Чемпион в командной гонке преследования (с Роксаной Фурнье и Паскаль Жёлан)
- 2-я в гонке по очкам

## Рейтинг UCI
| Год                 | 2010  | 2011 | 2012 | 2013 | 2014 | 2015  | 2016  | 2017  | 2018 | 2019  | 2020 | 2021 | 2022  | 2023  | 2024  |
| ------------------- | ----- | ---- | ---- | ---- | ---- | ----- | ----- | ----- | ---- | ----- | ---- | ---- | ----- | ----- | ----- |
| Мировой рейтинг UCI | 130-й | 49-й | 54-й | 82-й | 57-й | 106-й | 170-й | 202-й | 50-й | 139-й | 84-й | 89-й | 420-й | 330-й | 654-й |
| Мировой тур UCI     |       |      |      |      |      |       | 102-й | 92-й  | 53-й | 107-й | 66-й | 53-й | 171-й | 145-й | -     |
|                     |       |      |      |      |      |       |       |       |      |       |      |      |       |       |       |
| Источник: UCI       |       |      |      |      |      |       |       |       |      |       |      |      |       |       |       |